# 부동산경제학

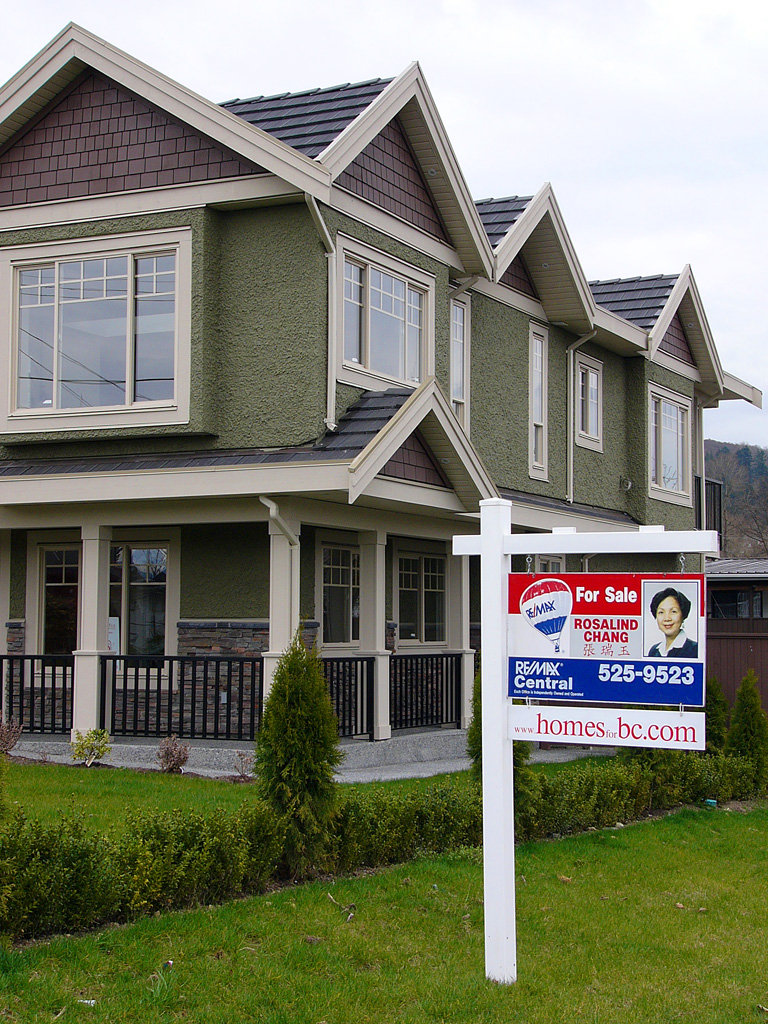
부동산경제학자는 부동산의 공급, 수요, 가격을 분석한다.

부동산경제학(real estate economics)은 경제기법을 부동산 시장에 적용하는 학문이다. 가격, 공급, 수요의 패턴을 기술하고, 설명하고, 예측하려고 시도한다. 밀접하게 관련된 주택경제학은 범위가 더 좁아 주거용 부동산 시장에 집중하는 반면, 부동산 동향에 대한 연구는 산업에 영향을 미치는 비즈니스 및 구조적 변화에 중점을 둔다. 둘 다 부분 균형 분석(공급과 수요), 도시 경제, 공간 경제, 기본 및 광범위한 연구, 조사 및 금융을 활용한다.

## 같이 보기
- 토지가치세
- 부동산 개발업자
- 부동산 거품